# Gärdslätts missionshus
Gärdslätts missionshus var en kyrkobyggnad i Rinna. Kyrkan tillhörde Väderstadortens ekumeniska församling som är dubbelansluten till Equmeniakyrkan och Evangeliska Frikyrkan.

## Orgel
I kyrkan fanns ett harmonium och ett piano.